# جيمس ديفيز (دراج)
جيمس ديفيز هو دراج كندي، ولد في 1934.

## وصلات خارجية
- جيمس ديفيز على موقع أرشيف الدراجات (الإنجليزية)
- جيمس ديفيز على موقع إحصائيات الدراجات الإحترافية (الإنجليزية)
- جيمس ديفيز على موقع أوليمبيديا (الإنجليزية)